# Lynn Hershman Leeson
Lynn Hershman Leeson (Cleveland Ohio, Estados Unidos, 1941) es una artista visual estadounidense. Su trabajo combina el arte con la sociedad,  particularmente en la relación entre personas y tecnología.  La obra de Leeson basada en los nuevos medios tecnológicos ha ayudado a legitimar las formas del arte digital.

## Formación
Lesson obtuvo el grado de  bachelor's degree in Education, Museum Administration and Fine Arts por la Case Western Reserve University in Cleveland (1963) y un Master of Fine Arts MFA en la San Francisco State University (1972).

## Obra
La obra de Leeson tiene como temas principales: la identidad en un tiempo de consumismo, la intimidad en la era de vigilancia, interactuando los humanos y las máquinas, y la relación entre mundos reales y virtuales.  Su trabajo surgió de la tradición de la performance y las instalaciones, enfatizando la interactividad . Con una práctica que abarca más de 40 años, Leeson ha trabajado en la performance, imagen en movimiento, dibujo, collage, textos, "site specific interventions" ( instalaciones creadas en espacios intervenidos)  y posteriormente trabajos realizados con los nuevos medios de comunicación/  l tecnologías digitales medios de comunicación nuevos más tardíos / tecnologías digitales, y trabajos de Net Art interactivos.
Sus proyectos exploran la interacción entre arte, ciencia y tecnología. Leeson fue la primera artista que creó una pieza interactiva usando el Videodisc, (precursor de DVD (Lorna, 1983–84), también fue la primera artista en incorporar una interfaz de pantalla táctil a sus obras de arte (Deep Contact, 1984-1989). Su instalación de arte robótico en la Red (The Difference Engine #3, 1995-1998) es un ejemplo de su tendencia para expandir sus obras fuera de los espacios tradicionales del arte.
El trabajo de Lynn Hershman Leeson forma parte de las colecciones públicas del Museo de Arte Moderno, el William Lehmbruck Museo, el ZKM, Museo especializado en arte tecnológico en Kalsrue, Alemania, Los Angeles County Museum of Art], National_Gallery_of_Canada  di Rosa, el Walker Art Center y the University Art Museum en Berkeley, California, además de las colecciones privadas de Donald Hess y Arturo Schwarz, entre otros muchos. Así como proyectos para La Tate Modern, San_Francisco_Museum_of_Modern_Art, de Young Museum, Charles_Schwab_Corporation Charles Schwab.

### Alter ego
De 1974 hasta que 1978, Leeson desarrolló un personaje de ficción como su alterar ego denominado "Roberta Breitmore." Consistía no solo en una transformación física a través de maquillaje, ropa, y pelucas, pero también la personalidad. Durante un periodo extendido del tiempo suplantó esta personalidad incluso legalmente a través de tarjetas de crédito, licencia de conducir, incluyendo cartas de su psiquiatra.
Posteriormente creó tres clones de Roberta contratando performers que dieran vida a sus personajes de ficción. Estos ‘clones' de Roberta adoptaron la misma mirada y atuendo.  Hacia el final de este proyecto, el ‘original' Roberta, retiró a sus tres ‘clones' para continuar su trabajo, hasta que definitivamente fueron eliminados en el Palazzo dei Diamanti en Ferrara, Italia en 1978, durante un exorcismo en la tumba de Lucrezia Borgia. Lo que permanece son los artefactos físicos de cualquier vida: la documentación y efectos personales como documentos legales y médicos y un diario).
Entre 1995–2000 Roberta transformó al CybeRoberta, en una escultura inteligente artificial interactiva en la web. Roberta vivió 10 años. En 2006 Roberta Breitmore desarrolló una Segunda Vida. Posteriormente The Stanford University adquirió su archivo. Leeson trabajó con Henry Lowood (Laboratorio de Humanidades de Stanford) para convertir partes del archivo legibles para el público en general Trabajaron juntos para recrear y re-enact tanto Roberta Breitmore y El Dante Hotel en un espacio virtual.
LORNA Era uno de los primeros trabajos de Leeson, el primer láser interactivo artdisk, en el que LORNA cuenta la historia de un Agoraphobic mujer. Los espectadores tienen la opción de dirigir su vida hacia varias parcelas posibles y finales. LORNA Nunca dejó su apartamento de una habitación minúscula. Los espectadores estuvieron invitados a liberar LORNA de sus miedos, utilizando unidades de control remoto.

### Agente Ruby
En 2001, Leeson creó el "Agent Ruby" para el SFMOMA, ( San Francisco Museo de Arte)  Desde aquel momento el "Agent Ruby" ha conversado con usuarios en línea, los cuales dieron forma a su memoria y conocimiento. En 2013 el SFMOMA presentó  Los Archivos de Ruby. Esta presentación digital y analógica reinterpretó los diálogos dibujados, los archivos de texto y las conversaciones del  "Agent Ruby" con usuarios en línea y reflejados en temas recurrentes, y patrones de las tecnologías, y modelos de la audiencia.

## Películas y documentales
En 1990 realizó el documental,  Desire Inc. presenta una serie de los seductores anuncios televisivos en los que una mujer sexy pedía a los espectadores que la llamaran.
Tres largometrajes - Cultura Extraña, Teknolust, y Concibiendo Ada - han formado parte del Sundance Festival de cine, el Toronto Festival de cine Internacional y El Berlín Festival de cine Internacional, entre otros, y ha ganado numerosos premios.

En 2011 Hershman presenta el largometraje documental !Women Art Revolution, sobre el movimiento de arte Feminista en los Estados Unidos. Según las palabras de la autora:
Las películas son sobre la pérdida y tecnología. Ada Lovelace inventó el lenguaje del ordenador, pero nunca fue reconocido y ha sido básicamente borrado de historia. Teknolust Es sobre clones de inteligencia artificial: bots que escapan de la realidad e interaccionarn con vida humana, en efecto una simbiosis entre vida tecnológica y vida humana, y cómo los dos pueden casar. "Strange Culture" otra vez habla sobre la pérdida de identidad, donde los medios de comunicación crearon un personaje de ficción al que culpan de este delito, en vez de a la persona real. Todos de estos trabajos tratan el borrado de la identidad y como la tecnología se suma y la crea y como podemos vencer eso.
En una parte de su exposición "Cómo Desaparecer,"en 2014, presentó por primera vez el vídeo El Ballad de JT Leroy, examinando el uso de Laura Albert del personaje literario JT Leroy. Reflejando el paralelismo entre JT Leroy y Roberta Breitmore.  Hershman Leeson ha comentado:
El concepto de un alterar ego no es nuevo en absoluto. Los escritores han estado protegiéndose durante siglos. Mary Shelley lo hizo. Naturalmente Laura llevó esta práctica más lejos y creo que fue muy lista y pienso que no se merece la clase de condena que se le ha atribuido. Si yo hubiera hecho el proyecto de Roberta diez años después, me habría afrontado a los mismos problemas.

## Exposiciones retrospectivas
En 2007 tuvo una retrospectiva en el Whitworth Galería de Arte en Mánchester, Agentes Autónomos, presentó una gama comprensible del trabajo del artista - de la Roberta Breitmore serie (1974@–78) a vídeos del @1980s e instalaciones interactivas que uso el Internet y software de inteligencia artificial. Sus aventuras tempranas influyentes a rendimiento y fotografía son también presentados en el actuales visitando exposición WACK! Arte y la Revolución Feminista, organizado por el Museo de Los Ángeles de Arte Contemporáneo. El Arte y Películas de Lynn Hershman Leeson: Agentes Secretos, Privados I, estuvo publicado por La Universidad de Prensa de California en 2005 en la ocasión de otro retrospectivo en el Henry Galería en Seattle.
En 2014 la exposición retrospectiva "Civic Radar" en El Museo de ZKM de Arte Contemporáneo en Karlsruhe, Alemania,  ha mostrado sus primeros trabajos y abarca una visión general de todas las fases creativas en la obra de Lynn Hershman Leeson,  pero también las producciones más recientes de esta artista innovadora. Mientras esta exposición abarca un amplio cuerpo del trabajo de Hershman a lo largo de los años, "Civic Radar" destaca el interés de Hershman en la tecnología, analizando de cerca la inteligencia artificial y la modificación genética. En 2017, "Civic Radar", de Hershman del ZKM,  itineró en el Centro de Artes de Yerba Buena en San Francisco, California. [16].

### Exposiciones individuales
- 2000 Sweeney Gallery, University of California, Riverside.
- 2000 Filmhaus, Colonia, Alemania, 12–30 de octubre.
- 2000 Retrospective, Tribute, Feminale, Colonia Alemania 12–14 de octubre.
- 2001 University of Virginia Museum of Art, Charlottesville, Virginia.
- 2001 Media & Identity, UCR Sweeney Art Gallery, Riverside, California.
- 2002     Lynn Hershaman, Gallery Paule Angli,. San Francisco, California.
- 2004     Lynn Hershman, bitforms Gallery - Nueva York, NY.
- 2005     Hershmanlandia, Henry Art Gallery, University of Washington, Seattle, Washington.
- 2005 Gallery Paule Anglim, San Francisco, California.
- 2005-2006 Bitforms Gallery, New York, NY.
- 2008     No Body Special, De Young Museum, San Francisco, California.[14]
- 2008     The Floating Museum (1975-1978): Lynn Hershman Leeson, New Langton Arts, San Francisco, California.
- 2008     Lynn Hershman, Gallery Paule Anglim, San Francisco, California.
- 2008     Found Objects, bitforms Gallery - Nueva York, NY.[15]
- 2011     Roberta Breitmore, Galerie Waldburger, Bruselas, Bélgica
- 2012     Me as Roberta, Museum of Contemporary Art in Kraków, Polonia, 17 de febrero–29 de abril[16]
- 2012     Seducing Time, Retrospective, Kunsthalle Bremen, Bremen, Alemania.[17]
- 2012     W.A.R. Documentary screening, Reina Sofía, Madrid, Spain, 12 de marzo
- 2012     W.A.R. Documentary screening, Moderna Museet, Stockholm, Suecia, septiembre de 2012
- 2013     Video Works, Galerie Waldburger, Bruselas, Bélgica
- 2013     Present Tense, Gallery Paule Anglim, San Francisco, California.
- 2013     Agent Ruby Files, San Francisco Museum of Modern Art (SFMoMa), San Francisco, California.
- 2013-2014     New Acquisitions in Photography, Museum of Modern Art (MoMa), New York, NY. 1 de marzo de 2013 – 1 de julio de 2013
- 2013-2014     Dissident Futures, Yerba Buena Center for the Arts, San Francisco, California.
- 2014     Pop Departures, Seattle Art Museum, Seattle, Washington.[18]
- 2014     Post Speculation, P!, Nueva York, NY.
- 2014     Taking a Stand Against War, Lehmbruck Museum, Duisburgo, Alemania.
- 2014     Vertigo of Reality, Akademie der Künste, Berlín, Alemania. 16 de septiembre  – 1 de diciembre.[19]
- 2014     Women: Seeing and Being Seen, Scott Nichols Gallery, San Francisco, California.
- 2014     Playback, AUTOCENTER, Berlín, Alemania.
- 2014     California Rhapsody, Harald Falckenberg Collection, Hamburgo, Alemania.
- 2014     How to Disappear, Aanant & Zoo, Berlín, Alemania. 15 de julio-6 de septiembre.[20][21][22][23][24][25][26][27][28]
- 2014      Civic Radar. Lynn Hershman Leeson - The Retrospective, ZKM Center for Art and Media Karlsruhe, Germany. 12 de diciembre de 2014 – 30 de marzo de 2015.[29]
- 2015     Lynn Hershman Leeson: Origins of the Species (Part 2), Modern Art Oxford, UK. 30 de mayo – 30 de septiembre.[30]
- 2019     Primera Persona del Plural, en el Centro de Arte Dos de Mayo CA2M de Móstoles, Madrid.

## Becas y premios
Lynn Hershman Leeson Ha sido premiada con subvenciones de Capital Creativa, La Dotación Nacional para las Artes, Nathan Cummings Fundación, Siemens Premio de Artes de Medios de comunicación Internacional, Prix Ars Electrónica, y Alfred P Sloan Premio de Fundación para Escribir y Dirigiendo. En 2009 sea el recipient de un John Simon Guggenheim Camaradería de Fundación Conmemorativa. También en 2009,  reciba el SIGGRAPH Premio de Artista Señalado. El Museo de Arte Digital en Berlín reconoció su trabajo con el d.Desarrolla premio digital (ddaa) para Lifetime Consecución en el campo de Medios de comunicación Nuevos en 2010. Su trabajo era recientemente incluido en Arthur y Marilouise Kroker Superior Diez para el enero de 2013 asunto de Artforum.
En 2014, IFP Premio de Mercado del Píxel fue al Motor de Infinidad que protagoniza Tilda Swinton, dirigido por Lynn Hershman Leeson en colaboración con productor Lisa Cortes, cuyos créditos incluyen el Premio de Academia y Sundance Festival de cine película ganadora Precious. El Motor de Infinidad es una instalación , película y sitio web interactivo en línea. El premio comprende una camaradería de seis meses en el Centro de Medios de comunicación y una invitación para participar en el año que viene es Ningún programa de Fronteras.
Leeson Era también presentado en las Mujeres eNews "21 Dirigentes para el siglo XXI" especial en 2014 para su función en facultar artistas hembra jóvenes para fortalecer sus voces artísticas. Su documental !W.Un.R. Levanta concienciación para el hecho que el mundo de arte es un macho-reino dominado y explora los muchos trabajos influyentes de artistas hembra sobre las décadas.
Hershman Leeson Sirvió tan Silla del Departamento de Película en el Instituto de Arte del San Francisco, cuando Profesor Emeritus en la Universidad de California, Davis, y cuando un Un. D. Profesor blanco en Grande en Cornell Universidad. Es la 2013 -2014 Dorothy H. Hirshon "Director en Residencia" en La Escuela Nueva.
En 2004, Stanford las bibliotecas Universitarias adquirieron Hershman Leeson archivo laborable. Stanford También adquirió una colección de las entrevistas compiló para Hershman Leeson 2010 documental !!Women Art Revolution.
En 2018, Las Mujeres Caucus para el arte otorgó Lynn Hershman Leeson con el Lifetime Premio de Consecución, en Los Ángeles CA